# Hiensdorf
Hiensdorf ist ein Gemeindeteil der Gemeinde Vachendorf im oberbayerischen Landkreis Traunstein.

## Geografie
Das Dorf Hiensdorf liegt in der Planungsregion Südostoberbayern im Chiemgau und gehört zur Gemeinde Vachendorf. Südlich von Hiensdorf befindet sich in unmittelbarer Nähe der Tüttensee.

## Einwohnerentwicklung
Derzeit zählt Hiensdorf ca. 70 Einwohner.

## Besonderheiten
Charakterisierend für das Erscheinungsbild von  Hiensdorf ist der interessante Kontrast von einigen mehrere Jahrhunderte alten Bauernhöfen und modernen Wohnhäusern. Einer der ältesten Höfe wurde jedoch bei einem Großbrand zerstört.
Als Wahrzeichen des Weilers gilt das „Sommerheisl“, das von den Einwohnern Hiensdorfs und des angrenzenden Nachbarorts Wörglham vielfach zum philosophischen und gesellschaftlichen Austausch sowie zum geselligen Miteinander genutzt wird.
Außerdem wird Hiensdorf von mehreren jahrhundertealten Eichen geschmückt.
Koordinaten: 47° 51′ N, 12° 35′ O